# Куцокрил рудохвостий
Куцокрил рудохвостий (Cryptillas victorini) — вид горобцеподібних птахів родини Macrosphenidae.

## Назва
Вид Cryptillas victorini названо на честь шведського мандрівника і натураліста Йогана Фредрика Вікторіна (1831-1855), який досліджував Південну Африку.

## Поширення
Ендемік Південно-Африканської Республіка. Трапляється у гірських фінбошах на півдні країни.

## Опис
Дрібний птах, завдовжки 15–17 см. Верхня частина тіла рівномірного коричневого кольору. Нижня частина тіла блідо-червонувата. Птах вирізняється досить довгим та широким хвостом.

## Спосіб життя
Трапляється поодинці або парами. Живться комахами та дрібними безхребетними.